# 1955-ös asztalitenisz-világbajnokság
Az 1955-ös asztalitenisz-világbajnokságot a hollandiai Utrechtben rendezték 1955. április 16. és 24. között. A magyar versenyzők egy arany- és négy bronzérmet nyertek.

## Részt vevő nemzetek
| - Anglia (42) - Ausztrália (5) - Ausztria (8) - Belgium (27) - Brazília (6) - Bulgária (5) - Csehszlovákia (9) - Dánia (9) - Dél-Vietnám (4) - Egyiptom (10) - Finnország (4) | - Franciaország (21) - Guernsey Bailiffség (4) - Hollandia (38) - Írország (8) - Japán (8) - Jersey Bailiffség (4) - Kanada (1) - Libanon (5) - Magyarország (10) - Norvégia (5) - NSZK (16) | - Olaszország (7) - Portugália (5) - Románia (8) - Saar-vidék (8) - Skócia (11) - Spanyolország (7) - Svájc (7) - Svédország (17) - USA (13) - Wales (7) - Jugoszlávia (8) |

## A magyar versenyzők eredményei
| Versenyző         | Egyéni      | Páros       | Vegyespáros | Csapat |
| ----------------- | ----------- | ----------- | ----------- | ------ |
| Földy László      | 16          | 64          | 16          | Bronz  |
| Kóczián József    | 16          | Bronz       | Negyeddöntő | Bronz  |
| Sidó Ferenc       | Bronz       | Bronz       | 64          | Bronz  |
| Somogyi József    | Negyeddöntő | 32          | 16          | Bronz  |
| Szepesi Kálmán    | 16          | 16          | Arany       | Bronz  |
| Almási Ágnes      | 32          | Negyeddöntő | 16          | 4      |
| Fantusz Zsuzsanna | 128         | 64          | 16          | 4      |
| Kóczián Éva       | Bronz       | Negyeddöntő | Arany       | 4      |
| Sólyom Ilona      | 32          | 16          | Negyeddöntő | 4      |

## Érmesek

### Férfiak
| Versenyszám | Arany                                                                 | Arany | Ezüst                                                                                                | Ezüst | Bronz | Bronz |
| ----------- | --------------------------------------------------------------------- | ----- | --- | ----- | --- | ----- |
| Egyéni      | Japán · Tosiaki Tanaka                                                |       | Jugoszlávia · Žarko Dolinar                                                                          |       | Magyarország · Sidó Ferenc · Franciaország · Stephen Cafiero |       |
| Páros       | Csehszlovákia · Ladislav Štípek · Ivan Andreadis                      |       | Jugoszlávia · Žarko Dolinar · Harangozó Vilmos                                                       |       | Japán · Icsiro Ogimura · Josio Tomita · Magyarország · Sidó Ferenc · Kóczián József                                                                                                 |       |
| Csapat      | Japán · Icsiro Ogimura · Josio Tomita · Tosiaki Tanaka · Kicsi Tamasu |       | Csehszlovákia · Ladislav Štípek · Ivan Andreadis · Bohumil Váňa · Václav Tereba · Ludvik Vyhnanovsky |       | Anglia · John Leach · Richard Bergmann · Brian Kennedy · Alan Rhodes · Brian Merrett · Magyarország · Sidó Ferenc · Kóczián József · Szepesi Kálmán · Somogyi József · Földy László |       |

### Nők
| Versenyszám | Arany                                                    | Arany | Ezüst                                                                    | Ezüst | Bronz                                                                            | Bronz |
| ----------- | -------------------------------------------------------- | ----- | ------------------------------------------------------------------------ | ----- | -------------------------------------------------------------------------------- | ----- |
| Egyéni      | Románia · Angelica Rozeanu                               |       | Ausztria · Ermelinde Wertl                                               |       | Magyarország · Kóczián Éva · Japán · Kiiko Vatanabe                              |       |
| Páros       | Románia · Angelica Rozeanu · Ella Zeller                 |       | Anglia · Rosiland Rowe · Diane Rowe                                      |       | Japán · Kiiko Vatanabe · Fudzsi Egucsi · Japán · Josiko Tanaka · Sizuki Narahara |       |
| Csapat      | Románia · Angelica Rozeanu · Ella Zeller · Szász Sarolta |       | Japán · Kiiko Vatanabe · Fudzsi Egucsi · Josiko Tanaka · Sizuki Narahara |       | Anglia · Ann Haydon · Jean Winn · Rosiland Rowe · Diane Rowe · Brian Merrett     |       |

### Vegyes
| Versenyszám | Arany                                       | Arany | Ezüst                                        | Ezüst | Bronz                                                                                        | Bronz |
| ----------- | ------------------------------------------- | ----- | -------------------------------------------- | ----- | -------------------------------------------------------------------------------------------- | ----- |
| Vegyespáros | Magyarország · Szepesi Kálmán · Kóczián Éva |       | Anglia Skócia · Aubrey Simons · Helen Elliot |       | Csehszlovákia · Eliska Krejcová · Ladislav Štípek · Japán · Sizuki Narahara · Tosiaki Tanaka |       |

## Éremtáblázat
Magyarország eltérő háttérszínnel kiemelve.
|          | Nemzet        | Arany | Ezüst | Bronz | Összesen |
| 1.       | Románia       | 3     | 0     | 0     | 3        |
| 2.       | Japán         | 2     | 1     | 5     | 8        |
| 3.       | Csehszlovákia | 1     | 1     | 1     | 3        |
| 4.       | Magyarország  | 1     | 0     | 4     | 5        |
| 5.       | Anglia        | 0     | 2     | 2     | 4        |
| 6.       | Jugoszlávia   | 0     | 2     | 0     | 2        |
| 7.       | Ausztria      | 0     | 1     | 0     | 1        |
| 8.       | Skócia        | 0     | 1     | 0     | 1        |
| 9.       | Franciaország | 0     | 0     | 1     | 1        |
| Összesen | Összesen      | 7     | 8     | 13    | 28       |

## Eredmények

### Férfi egyes
|  | Negyeddöntők     | Negyeddöntők     | Negyeddöntők |  |  | Elődöntők       | Elődöntők       | Elődöntők     |               |   | Döntő          | Döntő          | Döntő |  |
|  |                  |                  |              |  |  |                 |                 |               |               |   |                |                |       |  |
|  | Stephen Cafiero  | Stephen Cafiero  | 3            |  |  |                 |                 |               |               |   |                |                |       |  |
|  | John Lech        | John Lech        | 1            |  |  | Stephen Cafiero | Stephen Cafiero | 0             |               |   |                |                |       |  |
|  | Tosiaki Tanaka   | Tosiaki Tanaka   | 3            |  |  | Tosiaki Tanaka  | Tosiaki Tanaka  | 3             |               |   |                |                |       |  |
|  | Toma Reiter      | Toma Reiter      | 0            |  |  |                 |                 |               |               |   | Tosiaki Tanaka | Tosiaki Tanaka | 3     |  |
|  | Richard Bergmann | Richard Bergmann | 1            |  |  |                 |                 | Žarko Dolinar | Žarko Dolinar | 0 |                |                |       |  |
|  | Žarko Dolinar    | Žarko Dolinar    | 3            |  |  | Žarko Dolinar   | Žarko Dolinar   | 3             |               |   |                |                |       |  |
|  | Sidó Ferenc      | Sidó Ferenc      | 3            |  |  | Sidó Ferenc     | Sidó Ferenc     | 1             |               |   |                |                |       |  |
|  | Somogyi József   | Somogyi József   | 1            |  |  |                 |                 |               |               |   |                |                |       |  |

### Férfi páros
|  | Negyeddöntők                     | Negyeddöntők                     | Negyeddöntők |  |  | Elődöntők                      | Elődöntők                      | Elődöntők                      |                                |   | Döntő                          | Döntő                          | Döntő |  |
|  |                                  |                                  |              |  |  |                                |                                |                                |                                |   |                                |                                |       |  |
|  | Ivan Andreadis Ladislav Štípek   | Ivan Andreadis Ladislav Štípek   | 3            |  |  |                                |                                |                                |                                |   |                                |                                |       |  |
|  | Conny Freundorfer Hans Rockmeier | Conny Freundorfer Hans Rockmeier | 0            |  |  | Ivan Andreadis Ladislav Štípek | Ivan Andreadis Ladislav Štípek | 3                              |                                |   |                                |                                |       |  |
|  | Stephen Cafiero Jean-Claude Sala | Stephen Cafiero Jean-Claude Sala | 0            |  |  | Icsiro Ogimura Josio Tomita    | Icsiro Ogimura Josio Tomita    | 2                              |                                |   |                                |                                |       |  |
|  | Icsiro Ogimura Josio Tomita      | Icsiro Ogimura Josio Tomita      | 3            |  |  |                                |                                |                                |                                |   | Ivan Andreadis Ladislav Štípek | Ivan Andreadis Ladislav Štípek | 3     |  |
|  | Sidó Ferenc Kóczián József       | Sidó Ferenc Kóczián József       | 3            |  |  |                                |                                | Žarko Dolinar Harangozó Vilmos | Žarko Dolinar Harangozó Vilmos | 0 |                                |                                |       |  |
|  | Richard Bergmann John Leach      | Richard Bergmann John Leach      | 2            |  |  | Sidó Ferenc Kóczián József     | Sidó Ferenc Kóczián József     | 1                              |                                |   |                                |                                |       |  |
|  | Richard Miles John Somael        | Richard Miles John Somael        | 2            |  |  | Žarko Dolinar Harangozó Vilmos | Žarko Dolinar Harangozó Vilmos | 3                              |                                |   |                                |                                |       |  |
|  | Žarko Dolinar Harangozó Vilmos   | Žarko Dolinar Harangozó Vilmos   | 3            |  |  |                                |                                |                                |                                |   |                                |                                |       |  |

### Női egyes
|  | Negyeddöntők     | Negyeddöntők     | Negyeddöntők |  |  | Elődöntők        | Elődöntők        | Elődöntők       |                 |   | Döntő            | Döntő            | Döntő |  |
|  |                  |                  |              |  |  |                  |                  |                 |                 |   |                  |                  |       |  |
|  | Angelica Rozeanu | Angelica Rozeanu | 3            |  |  |                  |                  |                 |                 |   |                  |                  |       |  |
|  | Rosiland Rowe    | Rosiland Rowe    | 1            |  |  | Angelica Rozeanu | Angelica Rozeanu | 3               |                 |   |                  |                  |       |  |
|  | Kiiko Vatanabe   | Kiiko Vatanabe   | 3            |  |  | Kiiko Vatanabe   | Kiiko Vatanabe   | 0               |                 |   |                  |                  |       |  |
|  | Szász Sarolta    | Szász Sarolta    | 1            |  |  |                  |                  |                 |                 |   | Angelica Rozeanu | Angelica Rozeanu | 3     |  |
|  | Ermelinde Wertl  | Ermelinde Wertl  | 3            |  |  |                  |                  | Ermelinde Wertl | Ermelinde Wertl | 0 |                  |                  |       |  |
|  | Ann Haydon       | Ann Haydon       | 1            |  |  | Ermelinde Wertl  | Ermelinde Wertl  | 3               |                 |   |                  |                  |       |  |
|  | Kóczián Éva      | Kóczián Éva      | 3            |  |  | Kóczián Éva      | Kóczián Éva      | 2               |                 |   |                  |                  |       |  |
|  | Rosiland Rowe    | Rosiland Rowe    | 2            |  |  |                  |                  |                 |                 |   |                  |                  |       |  |

### Női páros
|  | Negyeddöntők                      | Negyeddöntők                      | Negyeddöntők |  |  | Elődöntők                     | Elődöntők                     | Elődöntők                    |                              |   | Döntő                    | Döntő                    | Döntő |  |
|  |                                   |                                   |              |  |  |                               |                               |                              |                              |   |                          |                          |       |  |
|  | Diane Rowe Rosiland Rowe          | Diane Rowe Rosiland Rowe          | 3            |  |  |                               |                               |                              |                              |   |                          |                          |       |  |
|  | Kóczián Éva Almási Ágnes          | Kóczián Éva Almási Ágnes          | 2            |  |  | Diane Rowe Rosiland Rowe      | Diane Rowe Rosiland Rowe      | 3                            |                              |   |                          |                          |       |  |
|  | Gertrude Pritzi Friederike Lauber | Gertrude Pritzi Friederike Lauber | 2            |  |  | Kiiko Vatanabe Fudzsi Egucsi  | Kiiko Vatanabe Fudzsi Egucsi  | 0                            |                              |   |                          |                          |       |  |
|  | Kiiko Vatanabe Fudzsi Egucsi      | Kiiko Vatanabe Fudzsi Egucsi      | 3            |  |  |                               |                               |                              |                              |   | Diane Rowe Rosiland Rowe | Diane Rowe Rosiland Rowe | 2     |  |
|  | Josiko Tanaka Sizuki Narahara     | Josiko Tanaka Sizuki Narahara     | 3            |  |  |                               |                               | Angelica Rozeanu Ella Zeller | Angelica Rozeanu Ella Zeller | 3 |                          |                          |       |  |
|  | Ermelinde Wertl Ann Haydon        | Ermelinde Wertl Ann Haydon        | 0            |  |  | Josiko Tanaka Sizuki Narahara | Josiko Tanaka Sizuki Narahara | 0                            |                              |   |                          |                          |       |  |
|  | Helen Elliot Jean Winn            | Helen Elliot Jean Winn            | 1            |  |  | Angelica Rozeanu Ella Zeller  | Angelica Rozeanu Ella Zeller  | 3                            |                              |   |                          |                          |       |  |
|  | Angelica Rozeanu Ella Zeller      | Angelica Rozeanu Ella Zeller      | 3            |  |  |                               |                               |                              |                              |   |                          |                          |       |  |

### Vegyes páros
|  | Negyeddöntők                    | Negyeddöntők                    | Negyeddöntők |  |  | Elődöntők                       | Elődöntők                       | Elődöntők                  |                            |   | Döntő                      | Döntő                      | Döntő |  |
|  |                                 |                                 |              |  |  |                                 |                                 |                            |                            |   |                            |                            |       |  |
|  | Aubrey Simons Helen Elliot      | Aubrey Simons Helen Elliot      | 3            |  |  |                                 |                                 |                            |                            |   |                            |                            |       |  |
|  | Icsiro Ogimura Kiiko Vatanabe   | Icsiro Ogimura Kiiko Vatanabe   | 2            |  |  | Aubrey Simons Helen Elliot      | Aubrey Simons Helen Elliot      | 3                          |                            |   |                            |                            |       |  |
|  | Kóczián József Sólyom Ilona     | Kóczián József Sólyom Ilona     | 0            |  |  | Sizuki Narahara Tosiaki Tanaka  | Sizuki Narahara Tosiaki Tanaka  | 2                          |                            |   |                            |                            |       |  |
|  | Sizuki Narahara Tosiaki Tanaka  | Sizuki Narahara Tosiaki Tanaka  | 3            |  |  |                                 |                                 |                            |                            |   | Aubrey Simons Helen Elliot | Aubrey Simons Helen Elliot | 2     |  |
|  | Szepesi Kálmán Kóczián Éva      | Szepesi Kálmán Kóczián Éva      | 3            |  |  |                                 |                                 | Szepesi Kálmán Kóczián Éva | Szepesi Kálmán Kóczián Éva | 3 |                            |                            |       |  |
|  | Josiko Tanaka Kicsi Tamasu      | Josiko Tanaka Kicsi Tamasu      | 2            |  |  | Szepesi Kálmán Kóczián Éva      | Szepesi Kálmán Kóczián Éva      | 3                          |                            |   |                            |                            |       |  |
|  | Ladislav Štípek Eliska Krejcová | Ladislav Štípek Eliska Krejcová | 3            |  |  | Ladislav Štípek Eliska Krejcová | Ladislav Štípek Eliska Krejcová | 0                          |                            |   |                            |                            |       |  |
|  | Fudzsi Egucsi Josio Tomita      | Fudzsi Egucsi Josio Tomita      | 0            |  |  |                                 |                                 |                            |                            |   |                            |                            |       |  |

### Férfi csapat

#### Selejtezők

##### I. csoport
| Csapat        | M | Gy | V | m+ | v– | P |
| ------------- | - | -- | - | -- | -- | - |
| Csehszlovákia | 7 | 7  | 0 | 35 | 0  | 7 |
| Franciaország | 7 | 6  | 1 | 30 | 11 | 6 |
| Brazília      | 7 | 4  | 3 | 25 | 20 | 4 |
| Hollandia     | 7 | 4  | 3 | 23 | 23 | 4 |
| Olaszország   | 7 | 3  | 4 | 24 | 25 | 3 |
| Egyiptom      | 7 | 3  | 4 | 24 | 24 | 3 |
| Guernsey      | 7 | 2  | 5 | 11 | 29 | 2 |
| Jersey        | 7 | 0  | 7 | 1  | 35 | 0 |

##### II. csoport
| Csapat       | M | Gy | V | m+ | v– | P |
| ------------ | - | -- | - | -- | -- | - |
| Magyarország | 7 | 7  | 0 | 35 | 6  | 7 |
| USA          | 7 | 6  | 1 | 32 | 7  | 6 |
| Svédország   | 7 | 5  | 2 | 31 | 11 | 5 |
| Bulgária     | 7 | 4  | 3 | 20 | 23 | 4 |
| Portugália   | 7 | 3  | 4 | 18 | 24 | 3 |
| Írország     | 7 | 2  | 4 | 15 | 28 | 2 |
| Dánia        | 7 | 1  | 6 | 11 | 30 | 1 |
| Finnország   | 7 | 0  | 7 | 2  | 35 | 0 |

##### III. csoport
| Csapat      | M | Gy | V | m+ | v– | P |
| ----------- | - | -- | - | -- | -- | - |
| Japán       | 7 | 7  | 0 | 35 | 1  | 7 |
| Jugoszlávia | 7 | 6  | 1 | 31 | 9  | 6 |
| Dél-Vietnam | 7 | 5  | 2 | 28 | 18 | 5 |
| Ausztria    | 7 | 4  | 3 | 25 | 18 | 4 |
| Ausztrália  | 7 | 3  | 4 | 17 | 22 | 3 |
| Belgium     | 7 | 2  | 4 | 18 | 29 | 2 |
| Skócia      | 7 | 1  | 6 | 9  | 30 | 1 |
| Norvégia    | 7 | 0  | 7 | 0  | 35 | 0 |

##### IV. csoport
| Csapat        | M | Gy | V | m+ | v– | P |
| ------------- | - | -- | - | -- | -- | - |
| Anglia        | 7 | 7  | 0 | 35 | 7  | 7 |
| Románia       | 7 | 6  | 1 | 32 | 8  | 6 |
| NSZK          | 7 | 5  | 2 | 31 | 11 | 5 |
| Svájc         | 7 | 4  | 3 | 21 | 22 | 4 |
| Spanyolország | 7 | 3  | 4 | 19 | 29 | 3 |
| Wales         | 7 | 2  | 4 | 15 | 29 | 2 |
| Saar-vidék    | 7 | 1  | 6 | 14 | 34 | 1 |
| Norvégia      | 7 | 0  | 7 | 8  | 35 | 0 |

#### Elődöntők
|  |  | Japán | 5 – 4 | Magyarország |  |  |
|  |  |       |       |              |  |  |

|  |  | Csehszlovákia | 5 – 1 | Anglia |  |  |
|  |  |               |       |        |  |  |

#### Döntő
|  |  | Japán | 5 – 3 | Csehszlovákia |  |  |
|  |  |       |       |               |  |  |

### Női csapat

#### Selejtezők

##### I. csoport
| Csapat       | M | Gy | V | m+ | v– | P |
| ------------ | - | -- | - | -- | -- | - |
| Románia      | 6 | 6  | 0 | 18 | 0  | 6 |
| Magyarország | 6 | 5  | 1 | 15 | 3  | 5 |
| Skócia       | 6 | 4  | 2 | 12 | 7  | 4 |
| Jugoszlávia  | 6 | 3  | 3 | 10 | 10 | 3 |
| Bulgária     | 6 | 2  | 4 | 7  | 14 | 2 |
| Dánia        | 6 | 1  | 5 | 4  | 17 | 1 |
| Belgium      | 6 | 0  | 6 | 3  | 18 | 0 |

##### II. csoport
| Csapat        | M | Gy | V | m+ | v– | P |
| ------------- | - | -- | - | -- | -- | - |
| Japán         | 6 | 6  | 0 | 18 | 0  | 6 |
| Franciaország | 6 | 5  | 1 | 15 | 5  | 5 |
| Csehszlovákia | 6 | 4  | 2 | 13 | 8  | 4 |
| Hollandia     | 6 | 3  | 3 | 11 | 10 | 3 |
| Egyiptom      | 6 | 2  | 4 | 8  | 13 | 2 |
| Saar-vidék    | 6 | 1  | 5 | 4  | 17 | 1 |
| Írország      | 6 | 0  | 6 | 2  | 18 | 0 |

##### III. csoport
| Csapat      | M | Gy | V | m+ | v– | P |
| ----------- | - | -- | - | -- | -- | - |
| Anglia      | 7 | 7  | 0 | 21 | 0  | 7 |
| Ausztria    | 7 | 6  | 1 | 18 | 4  | 6 |
| Wales       | 7 | 5  | 2 | 15 | 9  | 5 |
| USA         | 7 | 4  | 3 | 13 | 11 | 4 |
| Svédország  | 7 | 3  | 4 | 10 | 13 | 3 |
| NSZK        | 7 | 2  | 4 | 10 | 18 | 2 |
| Olaszország | 7 | 1  | 6 | 4  | 19 | 1 |
| Svájc       | 7 | 0  | 7 | 4  | 21 | 0 |

#### Döntő
| Csapat  | M | Gy | V | m+ | v– | P |
| ------- | - | -- | - | -- | -- | - |
| Románia | 2 | 2  | 0 | 6  | 4  | 2 |
| Japán   | 2 | 1  | 1 | 5  | 4  | 1 |
| Anglia  | 2 | 0  | 2 | 3  | 6  | 0 |